# Karl Shiels
Karl Shiels (1972 – Dublin, 2019. július 15.) ír színész.

## Filmjei
Mozifilmek
- Szemtelen szellemidézők (Mystics) (2003)
- Lapzárta – Veronica Guerin története (Veronica Guerin) (2003)
- Kényszerszünet (Intermission) (2003)
- Capital Letters (2004)
- Batman: Kezdődik! (Batman Begins) (2005)
- W.C. (2007)
- Waiting for Dublin (2007)
- Eden (2008)
- Vadállat (Savage) (2009)
- A bűn hálójában (Haywire) (2011)
- Kettős játszma (Shadow Dancer) (2012)
- Bohóc a pokolból (Stitches) (2012)
- Noble (2014)
- Davin (2014)
- The Hit Producer (2015)

Tv-filmek
- Titanic: Blood and Steel (2012)
- The Walshes (2014)
- Undeniable (2014)

Tv-sorozatok
- On Home Ground (2001, két epizódban)
- Doktorok (Doctors) (2004, egy epizódban)
- Dublini doktorok (The Clinic) (2005, 2009, két epizódban)
- Prosperity (2007, egy epizódban)
- Tudorok (The Tudors) (2009, egy epizódban)
- Butchers (2010, egy epizódban)
- Jack Taylor (2010, egy epizódban)
- Foyle háborúja (Foyle's War) (2013, két epizódban)
- Birmingham bandája (Peaky Blinders) (2013, egy epizódban)
- Fair City (2014–2019, 198 epizódban)
- Northsiders (2015, egy epizódban)
- Into the Badlands (2017, hat epizódban)